# 황산웅
황산웅(黃山雄, 1925년 ~ 2012년 1월 15일)은 대한민국의 사이클 선수였다. 1948년 하계 올림픽에서 남자 개인 사이클 종목에 출전했었다.